# Protestantyzm w Meksyku

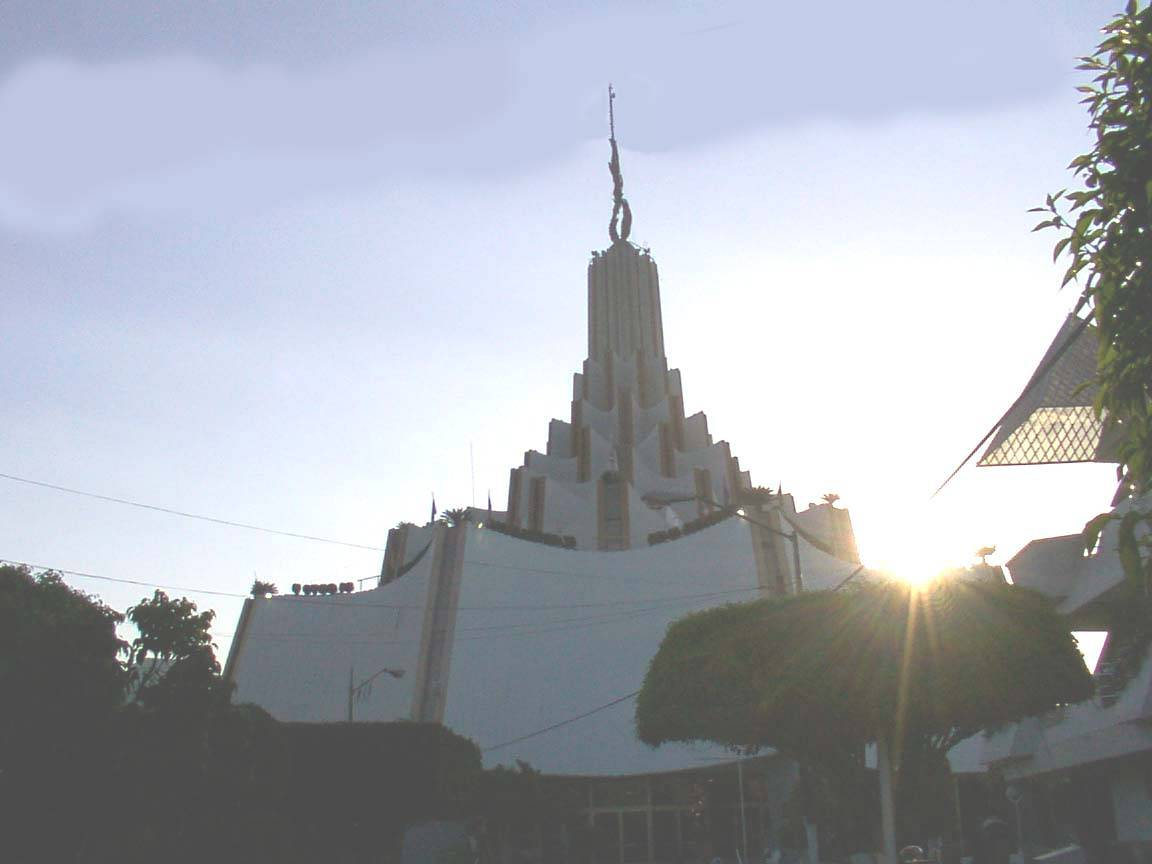
Kościół La Luz del Mundo w Guadalajarze.

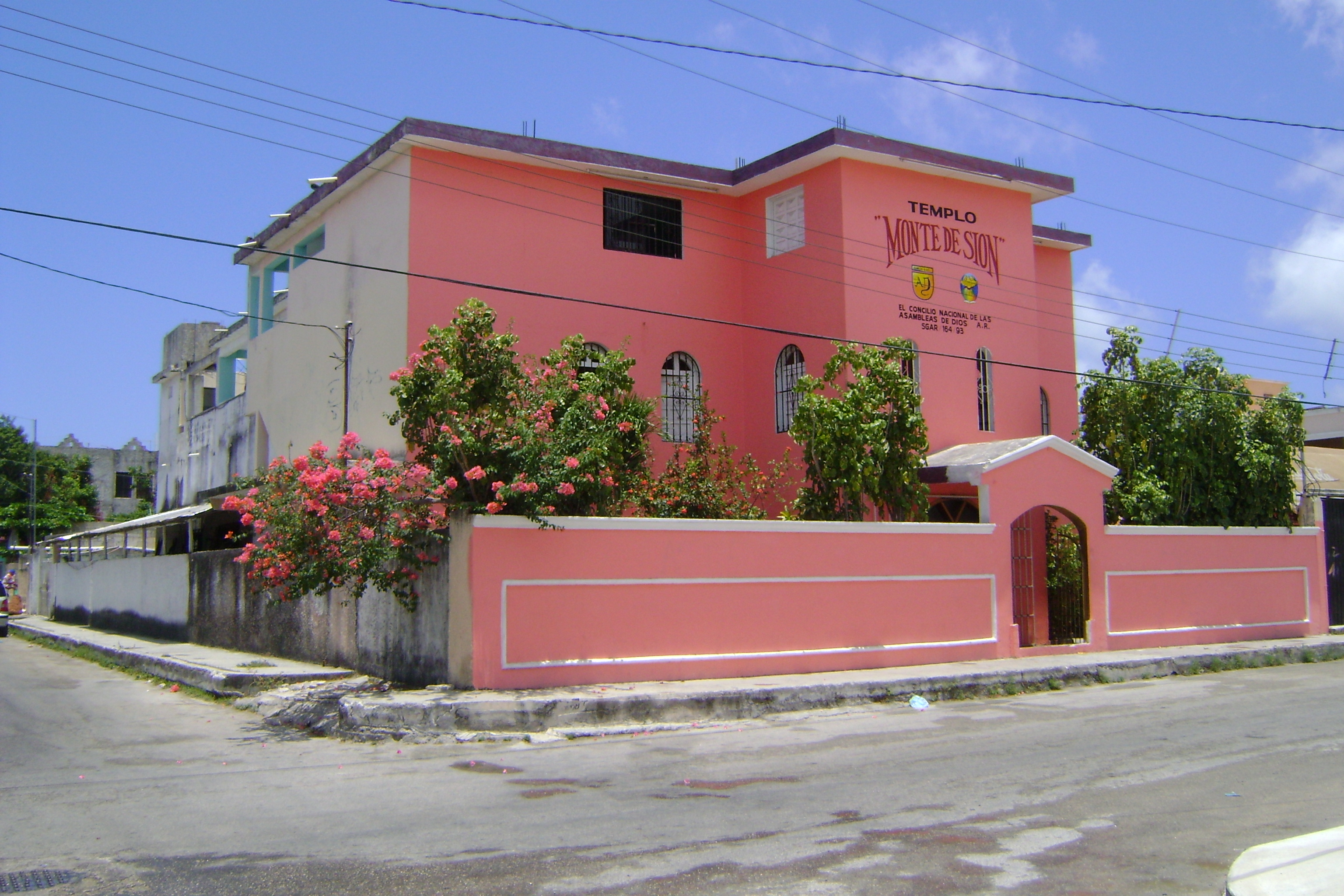
Pierwszy kościół zielonoświątkowy w Cancún.

Protestantyzm jest drugim stowarzyszeniem religijnym pod względem liczebności po rzymskokatolickiej większości w Meksyku. W Meksyku istnieje wiele denominacji z różnych środowisk doktrynalnych, wśród nich są: kalwini, zielonoświątkowcy, adwentyści, metodyści, kościoły ewangeliczne, baptyści, a także wiele bezwyznaniowych zborów charyzmatycznych.

## Rozwój
Według analizy spisu powszechnego Meksyku, liczba katolików w tym kraju zmniejszyła się z 96,2% ludności od 1970 roku, do 88% w roku 2000 i do 82,7% w roku 2010, głównie na rzecz protestantyzmu. Liczba protestantów w Meksyku na rok 2010 wynosi ponad 9 milionów ludzi. Liczba protestantów wzrosła z 1,28 procent w 1950 do ponad 8% całej populacji w 2010 roku, nie licząc Świadków Jehowy lub mormonów.
Rozwój protestantyzmu w Meksyku jest szybki wśród grup o niskich dochodach, w biednych obszarach wiejskich. Większość nawróceń na protestantyzm jest wśród religii tradycyjnych Indian, niż z katolicyzmu. Protestantyzm, a zwłaszcza pentekostalizm uważany jest za zgodny z rdzennymi wartościami i praktykami duchowymi. Niektóre grupy protestanckie skoncentrowały swoje wysiłki w misji na obszarach rodzimych religii.
Meksykański spis ludności dzieli kościoły niekatolickie na dwie grupy. Pierwsza: "protestancka" liczy około 5% Meksykanów. Odsetek ten waha się od mniej niż 2% na zachodnim Meksyku, do ponad 10% w południowo-wschodnim Meksyku. Zielonoświątkowe i ewangeliczne kościoły stanowią obecnie 85% tej grupy. Dziesiątki ewangelikalnych wyznań zaangażowały się w znaczne wysiłki głoszenia od 1970 roku, z dużym powodzeniem w południowo-wschodnim Meksyku. W 2000 roku protestanci stanowili 14% populacji w Chiapas i Tabasco, 13% w Campeche, a 11% w Quintana Roo. Grupa ta obejmuje również luteranów, metodystów, prezbiterian, mennonitów i La Luz del Mundo (protestancka denominacja założona w Meksyku).

## Statystyka
Według Narodowego Spisu Powszechnego INEGI w 2010 roku największe denominacje stanowiły kolejno: Kościół Adwentystów Dnia Siódmego (650 tys. członków), Narodowy Kościół Prezbiteriański w Meksyku (624 tys.), Niezależna Unia Kościołów Ewangelicznych (450 tys.), Zbory Boże w Meksyku (444 tys.), Kościół Boży (Cleveland) (189 tys.), Niezależny Kościół Ewangeliczny w Meksyku (155 tys.), Kościół Apostolski Wiary w Jezusa Chrystusa (150 tys.), Narodowa Konwencja Baptystyczna (136 tys.), Niezależny Ruch Ewangeliczno-Zielonoświątkowy (115 tys.), Zielonoświątkowy Kościół Boży (90 tys.), Niezależny Meksykański Kościół Episkopalny (60 tys.), Kościół Metodystyczny (55 tys.), Kościół Nazarejczyka (53 tys.), Frente Evangelístico de Avivamiento (40 tys.), Ośrodek Wiary Nadziei i Miłości (35 tys.), Kościół Bożych Proroctw (32,4 tys.), Amistad Cristiana Asociación Civil (30 tys.), Biblijny Kościół Baptystyczny (22,4 tys.), Zjednoczony Kościół Zielonoświątkowy (21,3 tys.), Kościół Boży w Meksyku (20 tys.).
Należy przy tym zaznaczyć, że liczba wiernych kościołów (tj. razem z dziećmi i sympatykami) jest znacznie wyższa, np. Narodowy Kościół Prezbiteriański twierdzi, że posiada 2,8 miliona wiernych, co czyni go największą denominacją protestancką w Meksyku.

## Prześladowania
Meksyk jest państwem świeckim gwarantującym wolność sumienia i wolność religijną. Jednak w niektórych częściach Meksyku występują prześladowania chrześcijan ewangelikalnych. W południowych stanach, zwłaszcza Chiapas, Oaxaca i Guerrero, ludzie wierzący są nękani oraz narażeni na uszkodzenia mienia i eksmisję. Ewangeliczni chrześcijanie są zmuszeni do opuszczenia domów i wspólnot. Kościoły są zniszczone. Chrześcijanie są bici, zdarzały się także gwałty, morderstwa oraz nawet starcia zbrojne. Konflikt wynika głównie z odmowy przez protestantów uczestnictwa w życiu społeczności oraz jej praktykach, które tradycyjnie są powiązane z obrządkiem synkretycznego katolicyzmu.